# شتيفان غيبهارت
شتيفان غيبهارت هو سياسي ألماني، ولد في 5 مارس 1974 في Wippra ‏ في ألمانيا. نشط حزبياً في حزب الاشتراكية الديموقراطية (ألمانيا). وقد انتخب عضو مجلس الشورى الموحد من ولاية سكسونيا أنهالت ‏.